# Some & Any
Some & Any est un duo musical composé du Suisse Leonardo « Leo » Ritzmann et de l'Allemande Vanessa Meisinger (de). Le duo est le vainqueur de la huitième saison allemande de Popstars en 2009.  Après seulement environ six mois d'existence, le duo annonce sa séparation.

## Histoire
La huitième saison de Popstars, au cours de laquelle un duo est recherché pour la première fois, a pour devise Du & Ich. Les castings ont lieu dans les villes allemandes de Munich, Stuttgart, Düsseldorf et Berlin. Au total, 5 211 candidats se présentent. Au préalable, le présentateur Oliver Petszokat recherche des talents dans les discothèques lors d'une tournée de reconnaissance à l'échelle nationale. La diffusion débute le 20 août 2009. Outre Detlef Soost (de), le jury comprend également la chanteuse et compositrice Michelle Leonard (de) et le DJ Alex Christensen, déjà actif dans la deuxième saison. Lors de la sélection à Stuttgart, 34 participants se battent pour accéder au Popstars Workshop. 25 candidats vont à Las Vegas pour l'atelier. 15 candidats atteignent la phase de groupe à New York. Plusieurs castings plus petits pour des performances vocales et des enregistrements ont lieu ici. Les candidats qui ont postulé avec succès pour un tel emploi passent automatiquement au tour suivant. En conséquence, Ritzmann et Meisinger se produisent avec le groupe Culcha Candela. La chanson Monsta de Culcha Candela est interprétée en live ensemble, et une édition New York Popstars du single suit plus tard. Au cours de la dernière semaine à New York, les douze candidats finaux sont répartis en duos finaux par le jury. Cinq duos atteignent la phase finale, qui se déroule en Allemagne.
Pour la première fois, ProSieben organise deux retransmissions en direct dans l'Arena Oberhausen et animées par Charlotte Engelhardt et Giovanni Zarrella. La première émission,  présentée par ProSieben comme la demi-finale, a lieu le 8 décembre et a pour sujet Popstars meets Disney. Les trois derniers duos sont soutenus par le chanteur du groupe Stanfour (de), Konstantin Rethwisch, Roger Cicero et Cassandra Steen comme parrains. Ritzmann et Meisinger sont soutenus par Roger Cicero, qui chante avec eux You'll Be In My Heart du film Tarzan.
Lors de la finale du 10 décembre, Some & Any est annoncé comme nom du duo. En finale, Ritzmann et Meisinger reçoivent le soutien de Rihanna pour interpréter sa chanson Umbrella. Vanessa Meisinger et Leonardo Ritzmann deviennent les vainqueurs de la saison.
Au lendemain de la finale de Popstars, le premier single Last Man Standing sort le 11 décembre 2009, suivi du premier album studio First Shot le 18 décembre 2009. Some & Any sont les premiers gagnants de Popstars dont le premier album n'entre pas dans le top 10 des ventes en Allemagne ; il est 47e, soit même pas mille exemplaires. En juin 2010, le duo annonce sa dissolution lors de son dernier concert ensemble au Gerry-Weber-Open.

## Membres
Vanessa Meisinger
Vanessa Meisinger (née le 30 juillet 1991) commence à chanter et à jouer de la flûte à l'école primaire. À 14 ans, elle découvre sa passion pour le breakdance. En 2008, elle avait déjà participé à un casting de Popstars, mais avait abandonné lors du rappel, car les autres castings sont trop éloignés de Lauf an der Pegnitz, où elle réside. En 2009, elle postule à nouveau et intègre le duo Some & Any. Elle devient animatrice de télévision en 2012.
Leonardo "Leo" Ritzmann
Leonardo "Leo" Ritzmann (né le 28 juillet 1989 au Brésil) chante dans une chorale d'enfants à sept ans et apprend à jouer de la guitare peu de temps après. Il effectue un apprentissage de spécialiste du commerce de détail. Ritzmann postule au casting suisse MusicStar (de) en 2008, où il arrive à la sixième place. Après la séparation du groupe, la carrière musicale de Leonardo Ritzmann n'a pas de succès. En 2012, il suit une formation de perceur et a son propre salon de tatouage. En 2018, il est dans l'émission Chartbreaker de RTL II et atteint la finale. Il présente divers projets musicaux en parallèle.

## Discographie
Album
- 2009 : First Shot

Singles
- 2009 : Last Man Standing